# Hermann Sprengel
Hermann Johann Philipp Sprengel (29 août 1834 -14 janvier 1906) est un chimiste et physicien britannique d'origine allemande. Il est l'inventeur de la pompe à mercure, pompe facilement réalisable et accessible.

## Biographie
Préparateur dans le laboratoire de Robert Wilhelm Bunsen, il part s'établir en 1859 en Angleterre, où il entreprend ses propres recherches, d'abord à l'université d'Oxford puis dans divers laboratoires de Londres. En 1865 il met au point une pompe à vide de grande efficacité, qui améliore sensiblement la pompe de Geissler, et qui exploite le transit de gouttelettes de mercure dans un capillaire,. Cet appareil sera notamment exploité pour la fabrication des premières lampes à incandescence. En 1871, il dépose un brevet de séparation des substances explosives, qui permet de miner une roche en toute sécurité jusqu'à la mise à feu. En 1873 il invente le pycnomètre, et le tube en U pour la mesure des poids spécifiques élevés et la dilatation thermique des liquides.

## Chimie des explosifs

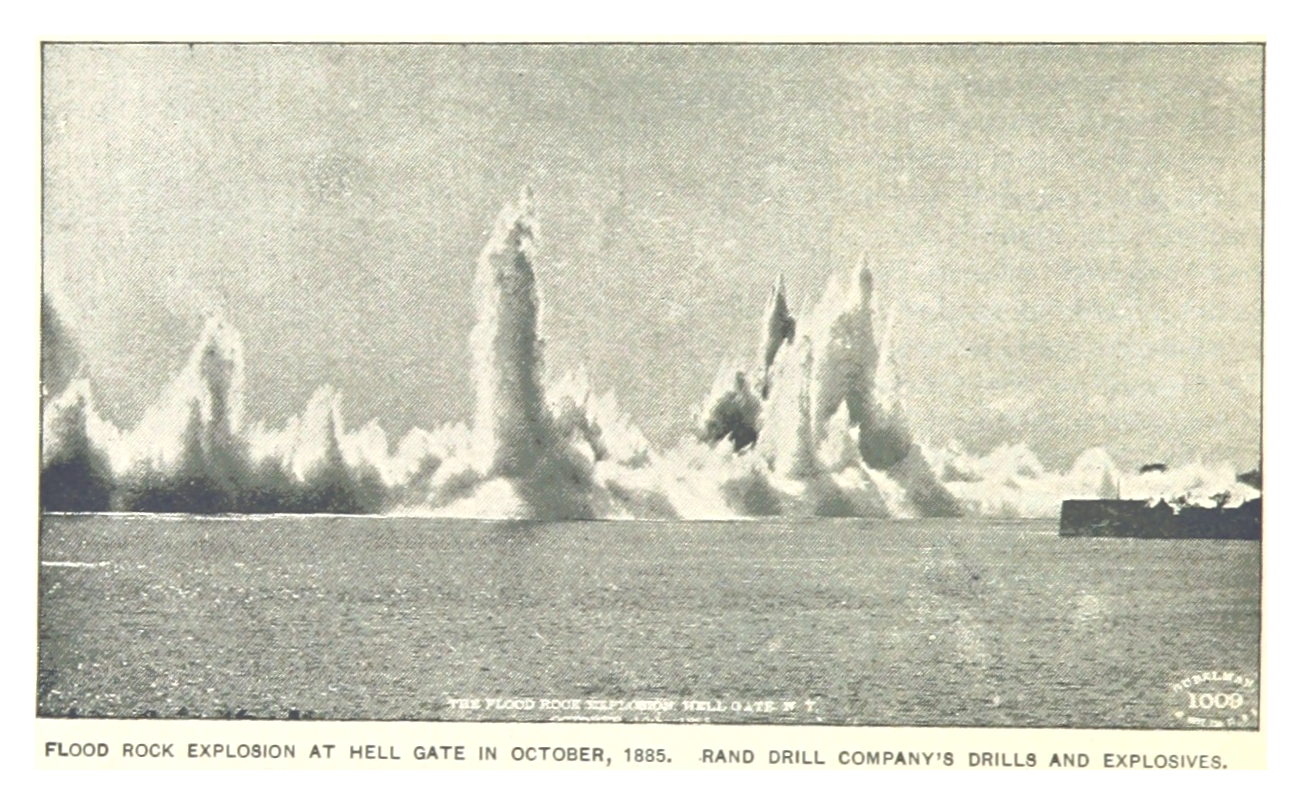
Démolition à l'explosif du seuil rocheux de Hell Gate à Long Island (1885).

C'est en tant qu'employé de Thomas Farmer de Kennington (1865-1870) que Sprengel découvrit les possibilités d'une famille d'explosifs obtenus par combinaison en proportions stœchiométriques d'oxydants particulièrement actifs (acide nitrique, nitrates et chlorates) avec un carburant liquide (de préférence des composés aromatiques nitrés comme l'essence de mirbane). Pour des raisons d'instabilité, il fallait procéder au mélange juste avant utilisation et en enduire ou noyer les roches à faire sauter.
À la fin du XIXe siècle, les carriers utilisaient en Angleterre le rack-a-rock, obtenu en faisant baigner quelques secondes un sachet de granules de chlorate de potassium dans un flacon d'essence de mirbane. Ce mélange détonant fut utilisé pour le percement du détroit de Long Island en 1885.
Aujourd'hui, l'ANFO est l'explosif de Sprengel le plus utilisé, compte tenu du prix modique du nitrate d'ammonium, très répandu en agriculture.

## Obtention du vide
Pour un article plus général, voir Pompe à vide.
Sprengel est connu pour l'invention de la pompe à mercure, apparemment anticipée par l'inventeur français Adrien Thilorier qui permet l'obtention de vide poussé. Il est également l’inventeur de la trompe à eau, qui devient un équipement très connu en 1868 lorsque le chimiste Robert Wilhelm Bunsen communique sur son utilisation pour activer la filtration sous vide d'un entonnoir Büchner. Pour autant, Bunsen reconnaît que la paternité de l'invention de la trompe revient à Sprengel. Ce dernier déclare utiliser la trompe depuis 1860 dans son laboratoire mais, convaincu par la simplicité du système comme par sa proximité avec des suggestions antérieures de plusieurs physiciens, il n'avait alors jamais cru son invention notable ou brévetable.

## Sources
- (en) Rudolph Messel, « Hermann Johann Philipp Sprengel », Journal of the Chemical Society, vol. 91,‎ 1907, p. 661-663
- (en) Andrew Guthrie, Vacuum Technology, New-York et Londres, John Wiley & Sons, 1963